# آفرودیسیاس

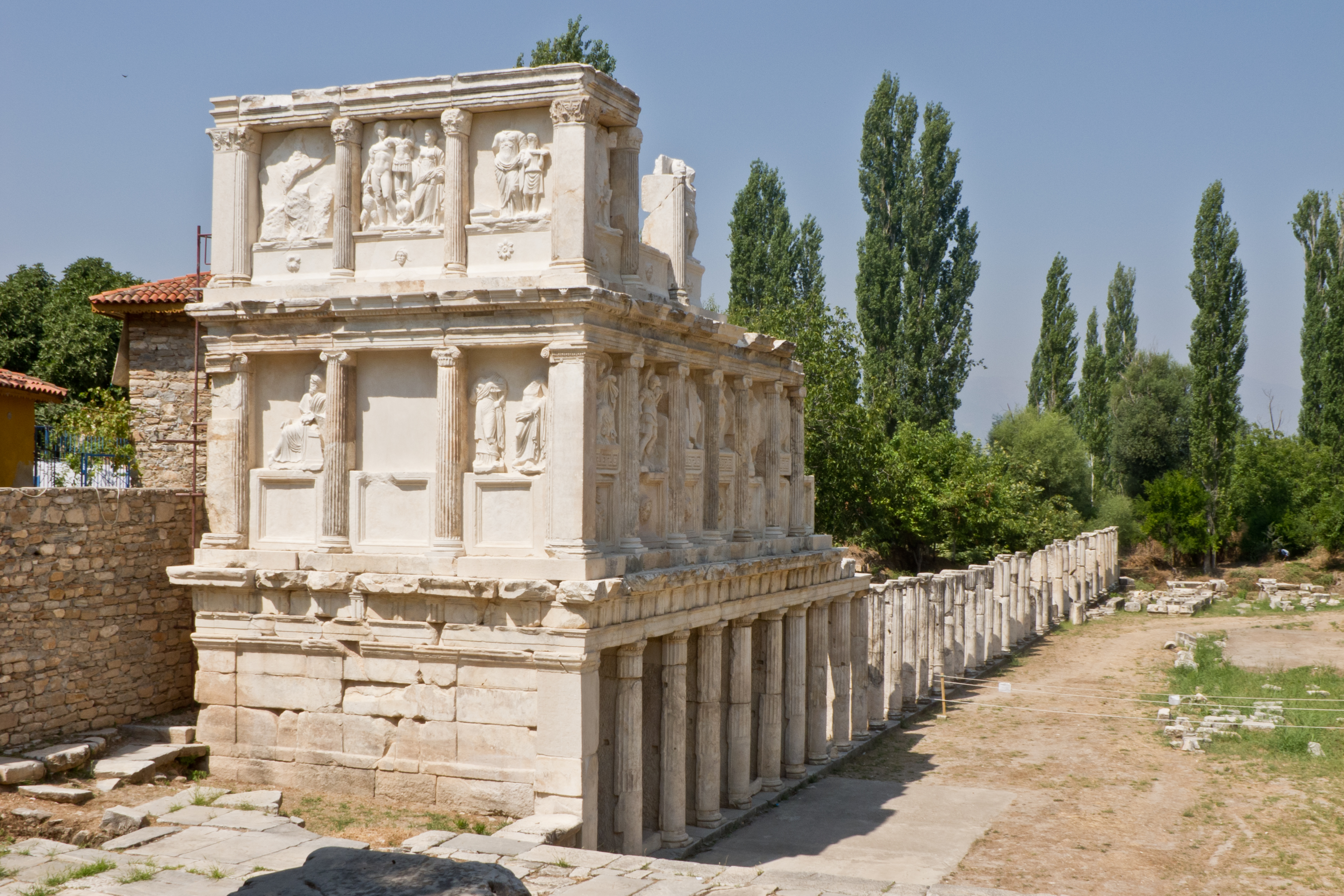

آفرودیسیاس (به ترکی استانبولی: Aphrodisias) یک شهر باستانی و محوطه باستانی در ترکیه است که در استان آیدین و شهر گِیری واقع شده‌است.

## نگارخانه

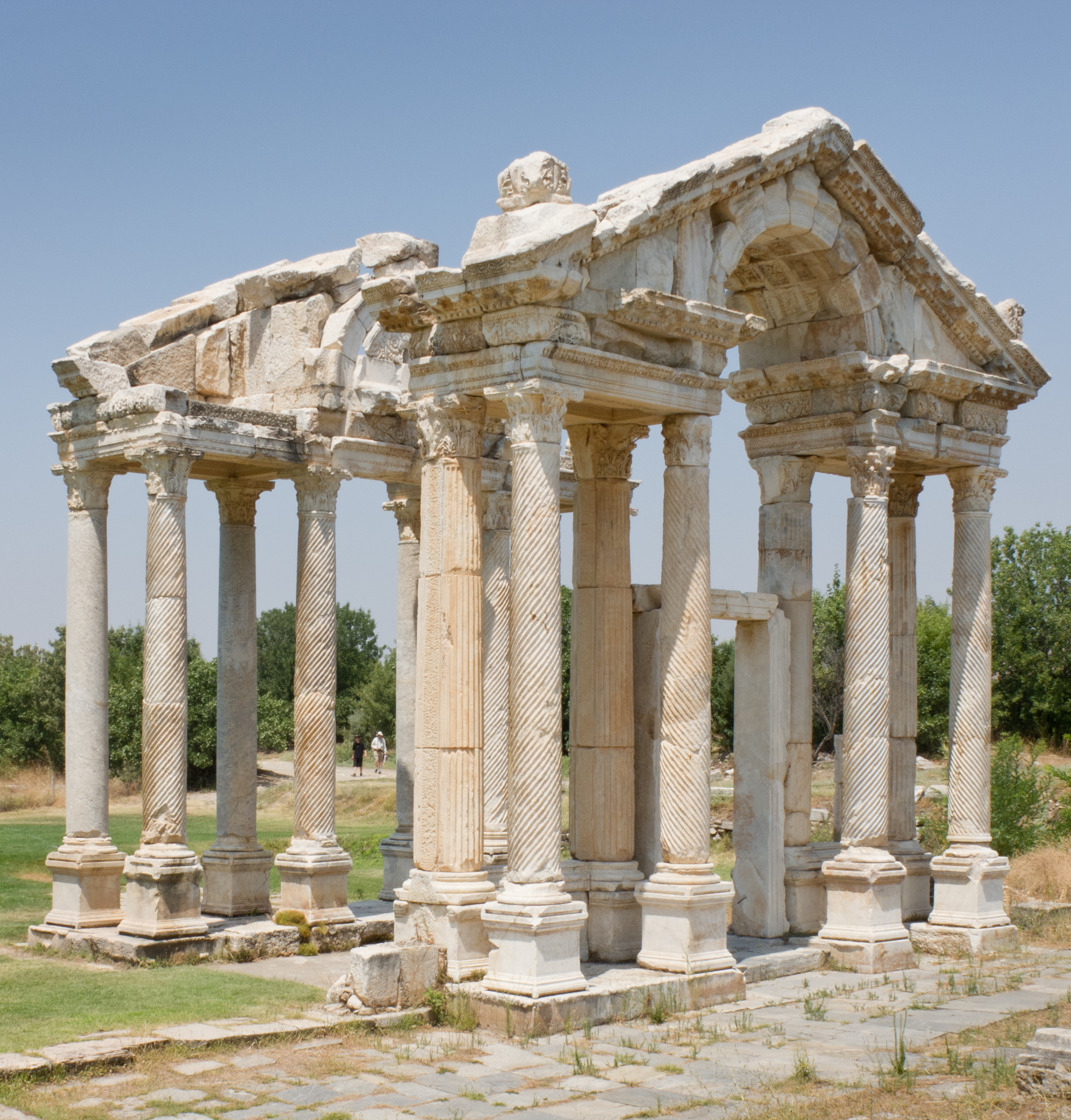
دروازه تاریخی یا تتراپیلون
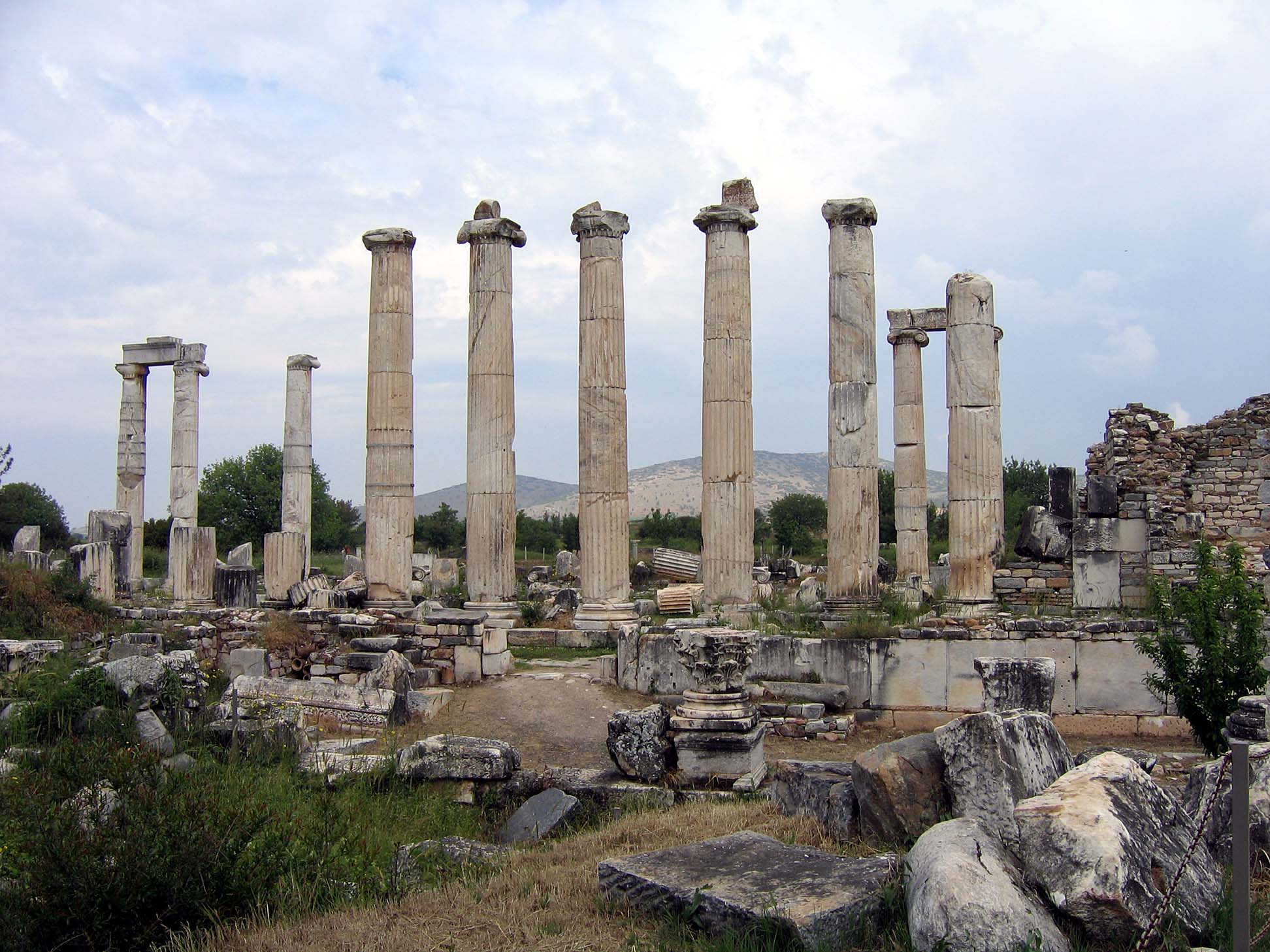
معبد آفرودیت
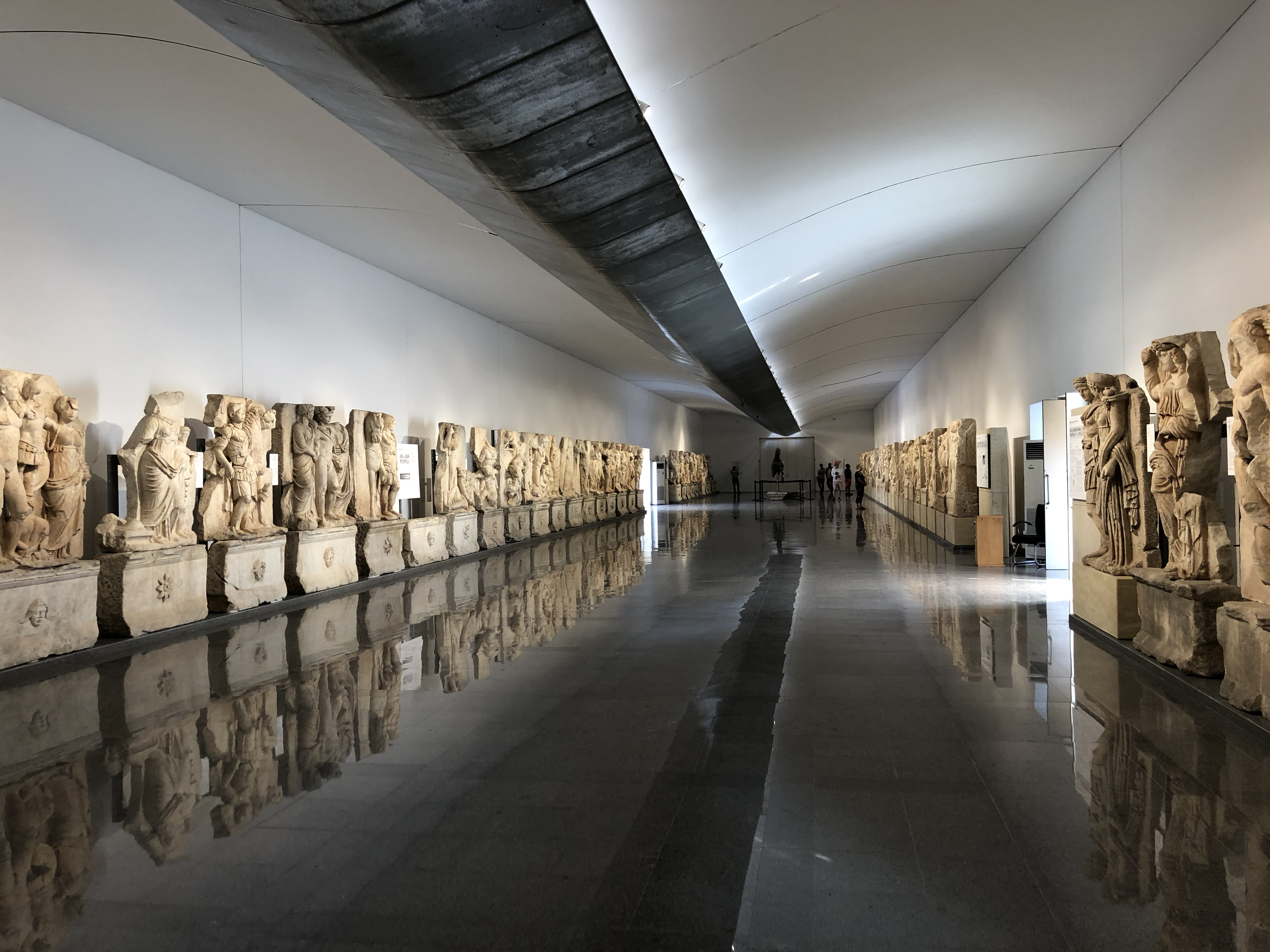
موزه آفرودیسیاس سوگی گُنول
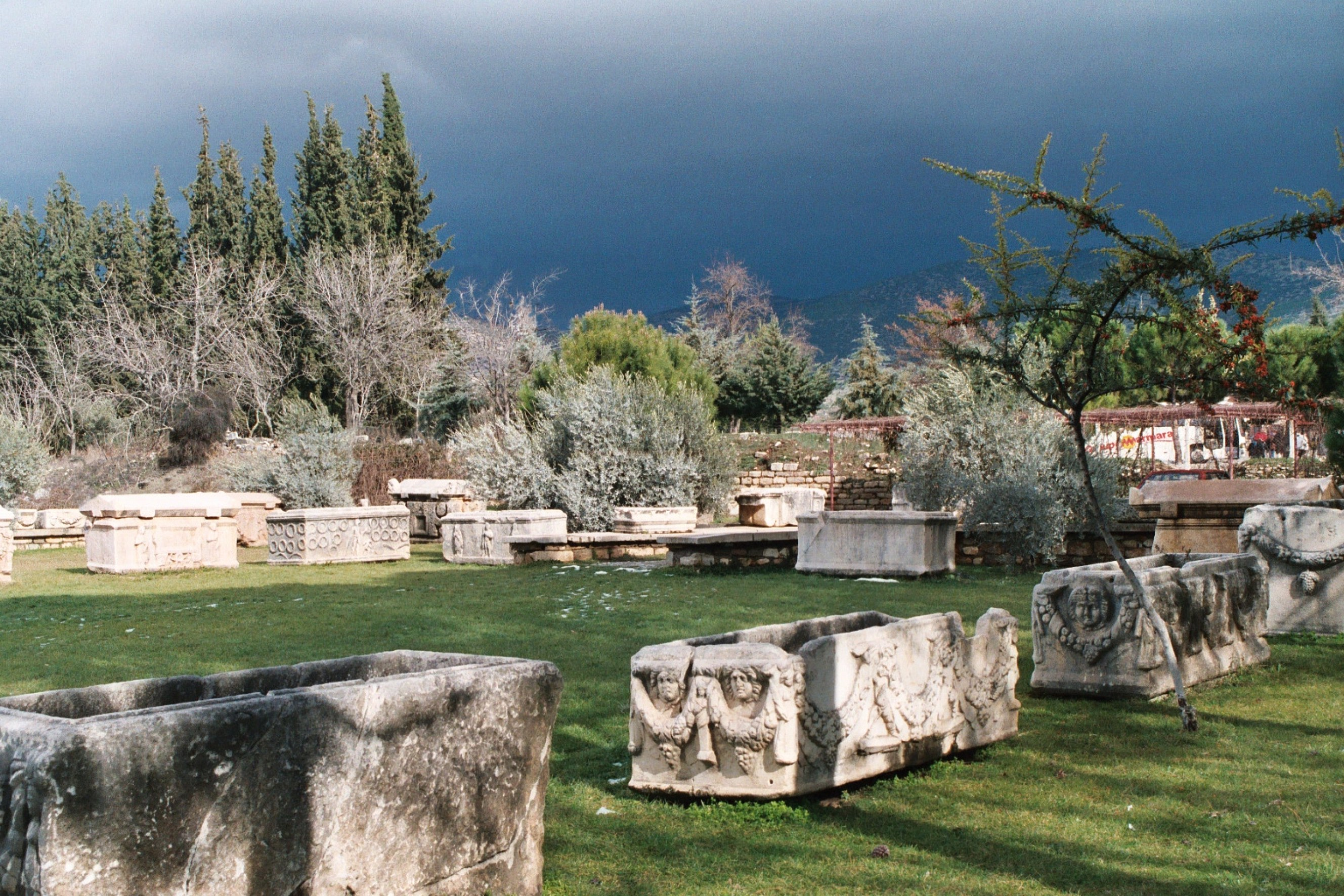
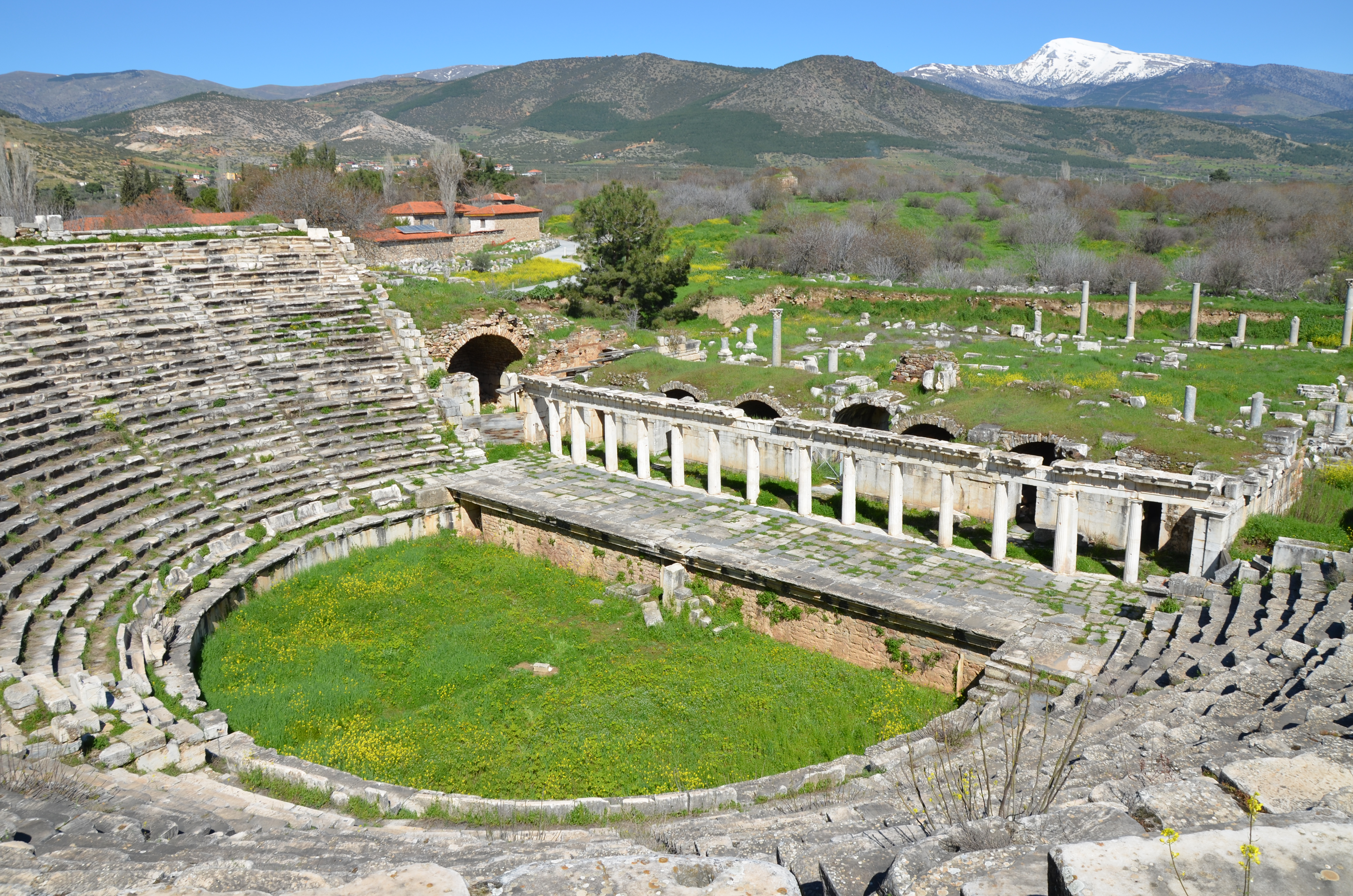
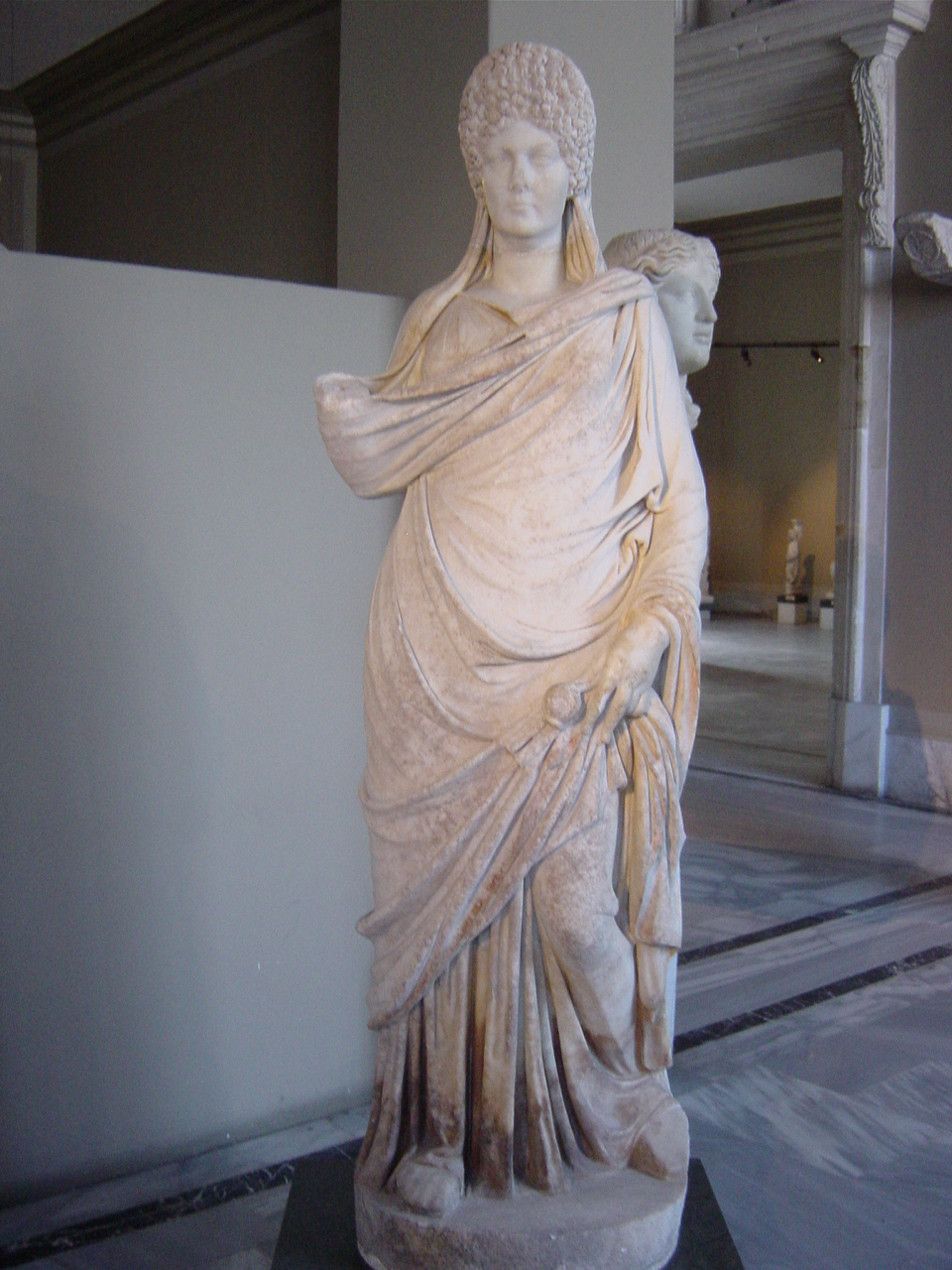
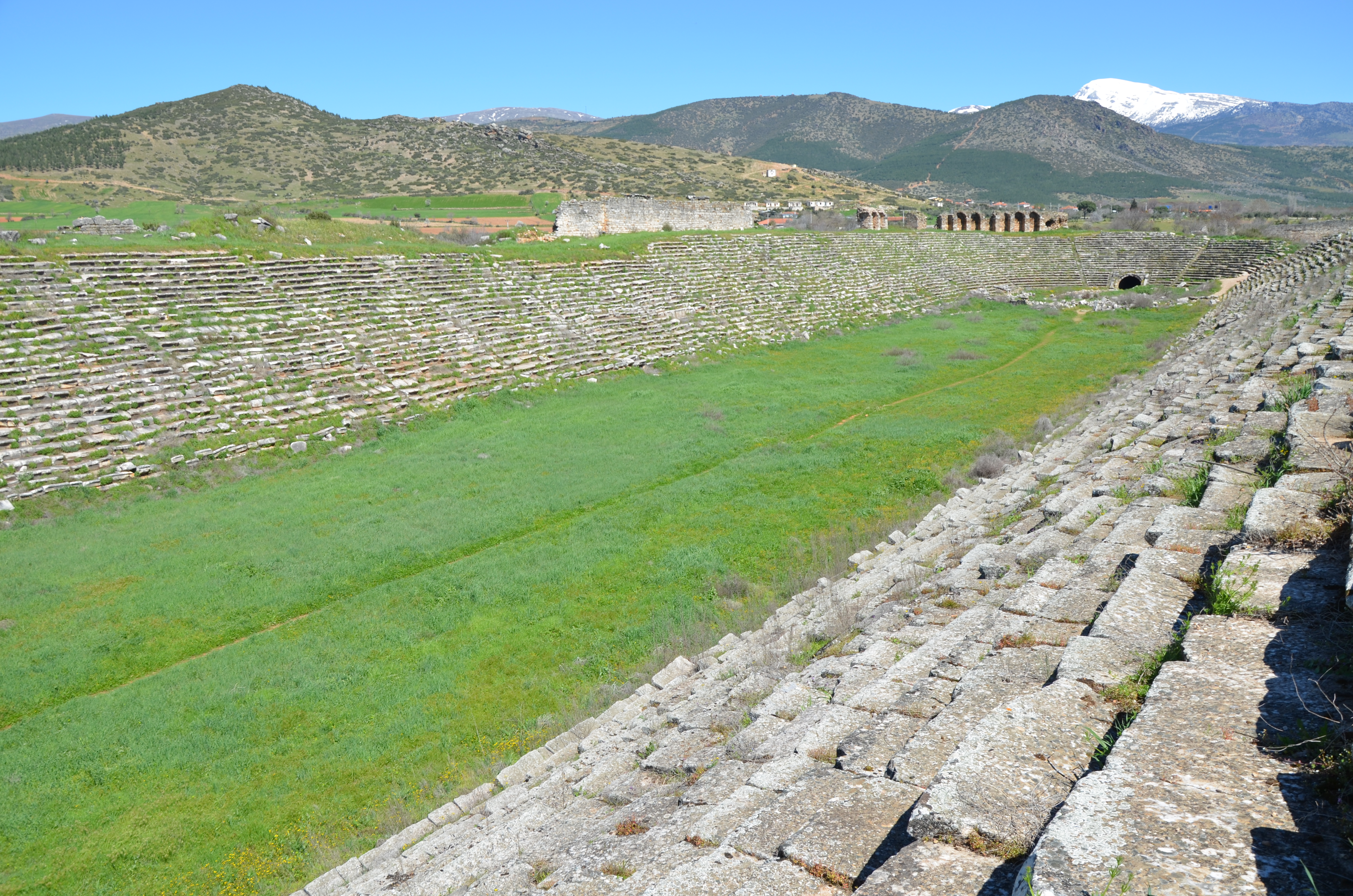
استادیوم تاریخی آفرودیسیاس
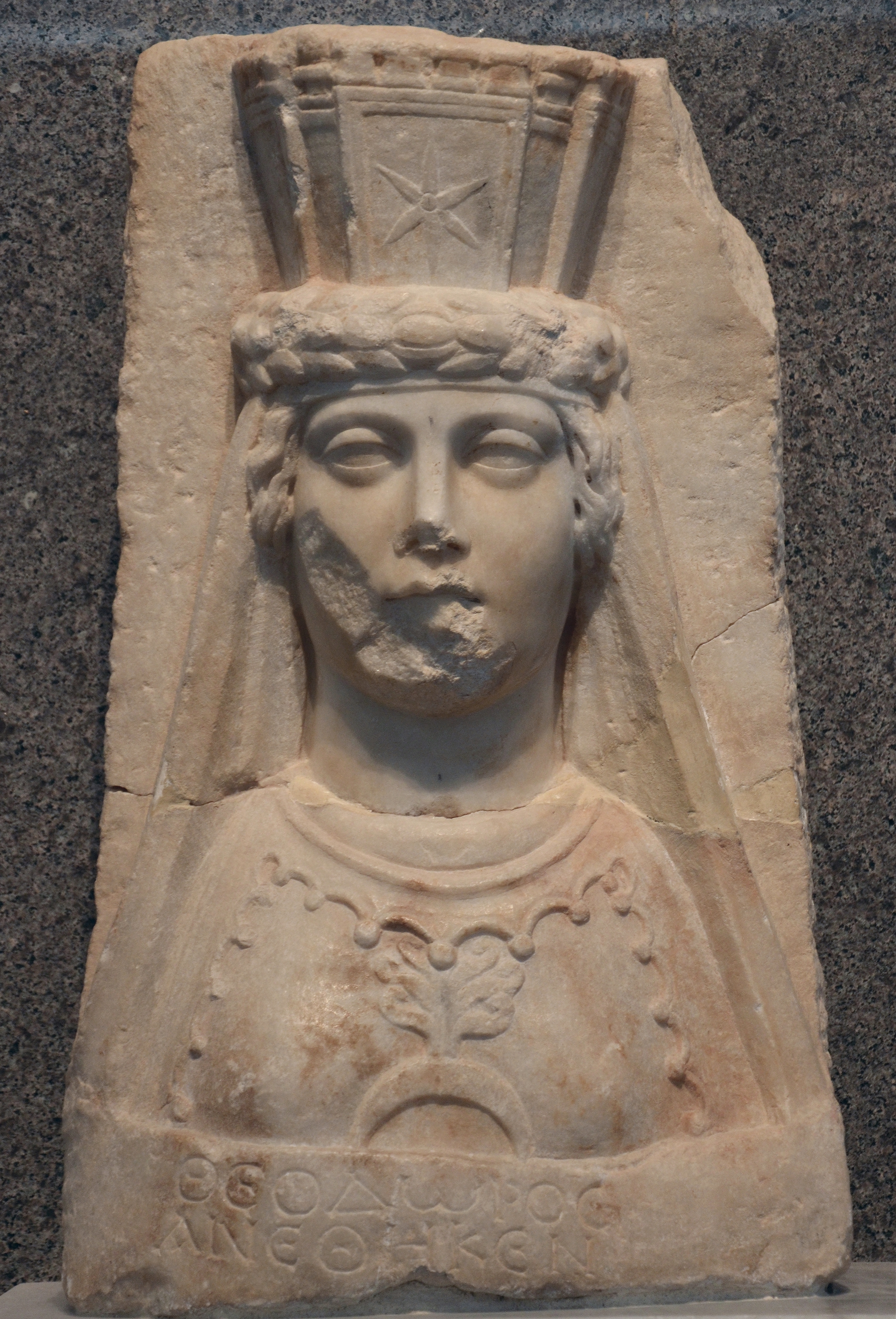